# Богдан Хмелницки
Богдан Зиновий Михайлович Хмелницки (на украински: Богдан Зиновій Михайлович Хмельницький; на полски: Bohdan Zenobi Chmielnicki) е украински хетман на запорожките казаци в Украйна, които след успешно оглавено от него въстание (виж: Въстание на Хмелницки) се откъсват от Жечпосполита, образуват в продължение на 20-ина години през 1630-те до 1650-те години държавно формирование, известно като Казашко хетмантство, което впоследствие е присъединено към Руското царство.

## Биография
Богдан Хмелницки произхожда от рутенско семейство. Учи в йезуитско училище в Лвов, след което се впуска в политиката и военното дело. През 20-те години на 17 век се сражава с чихиринските и донските казаци в Южна Украйна срещу турците и татарите от Османската империя и Кримското ханство. През 1632 г. и 1637 г. участва в казашките бунтове срещу полската власт. През 1645 г. е поканен от кардинал Джулио Мазарини заедно с два полка казаци да помогне на Франция във войната с Испания. Благодарение на уменията му Дюнкерк пада само за два дни.

## Въстание срещу Жечпосполита
През 1648 г. Хмелницки повежда въстание срещу полската власт в Украйна. Той мобилизира масите с аргумента, че пет века православните рутени, към които принадлежи, са потискани от поляците католици. Казаците провеждат серия военни кампании, които постепенно освобождават Украйна от полска зависимост, но я поставят под руска. Успехите на казаците при Жолтие води, Корсун и Пилавци водят до признаването от страна на полския крал на Хмелницки за хетман на Украйна, но войната продължава, след като Сеймът отказва да го утвърди за такъв.

## Полско-литовската контраатака
През 1653 – 1654 г. обаче инициативата посредством контраатака минава на полска страна, което принуждава Хмелницки да потърси помощта на Русия. Първоначално той сключва съюз с руския цар Алексей I, а впоследствие с договора от Переяслав украинските казаци, респективно техните земи се поставят под пряката протекция на Москва.

## Переяславско събрание
На проведената на 18 януари 1654 година Переяславска рада е взето решение Хетманщината да се присъедини към Руското царство, като присъстващите полагат клетва пред царя. Преди въстанието на Хмелницки тази територия е част от Жеч Посполита.